# Pookie (film)
Pookie è un film del 1969 diretto da Alan J. Pakula tratto da un romanzo di John Nichols, pubblicato nel 1965 con il titolo originale The Sterile Cuckoo e in edizione italiana nel 1970 da Bompiani nella collana "I Delfini" con il titolo di Pookie.

## Trama
Due ragazzi si innamorano, si amano, si lasciano. Pookie, una ragazza, incontra alla fermata della corriera Jerry, anche lui diretto a una università. Jerry si interessa a Pookie e dopo qualche tempo se ne innamora. La relazione è un po' difficile per la differenza di personalità, ma comunque dopo un po' Pookie teme di essere incinta.

## Riconoscimenti
- 1970 - Premio Oscar[1]
  - Candidatura per la miglior attrice protagonista a Liza Minnelli
- 1970 - Kansas City Film Critics Circle Awards
  - Miglior attrice (Liza Minnelli)
- 1970 - David di Donatello
  - Migliore attrice straniera (Liza Minnelli)